# Spaniocentra lyra
Spaniocentra lyra är en fjärilsart som beskrevs av Swinhoe 1892. Spaniocentra lyra ingår i släktet Spaniocentra och familjen mätare. Inga underarter finns listade i Catalogue of Life.